# Julian Bailey
Julian Bailey, britanski dirkač Formule 1, * 9. oktober 1961, Woolwich, London, Anglija, Združeno kraljestvo.

## Življenjepis
Mednarodno kariero je začel v prvenstvu Formule 3000, kjer je v sezoni 1987 zasedel sedmo mesto v prvenstvu z eno zmago. V naslednji sezoni 1988 je debitiral v Formuli 1, ko se mu na šestnajstih dirkah kar desetkrat ni uspelo kvalificirati na dirko, dvakrat je odstopil, na dirki za Veliko nagrado vzhodnih ZDA je bil deveti, na Veliki nagradi Velike Britanije deseti, na Veliki nagradi Italije dvanajsti in na Veliki nagradi Japonske pa štirinajsti. Po dvoletnem premoru je v sezoni 1991 nastopil na prvih štirih dirkah sezone, od katerih se mu ni uspelo kvalificirati na tri, na dirki za Veliko nagrado San Marina pa je s šestim mestom dosegel svojo edino uvrstitev med dobitnike točk v karieri, za tem pa se je upokojil kot dirkač.

## Popolni rezultati Formule 1
(legenda) (odebeljene dirke pomenijo najboljši štartni položaj, poševne pa najhitrejši krog, †-uvrščen kljub odstopu)
| Leto | Moštvo                      | Šasija      | Motor       | 1       | 2       | 3       | 4       | 5       | 6      | 7       | 8     | 9       | 10      | 11      | 12     | 13      | 14      | 15     | 16      | Prv | Toč |
| ---- | --------------------------- | ----------- | ----------- | ------- | ------- | ------- | ------- | ------- | ------ | ------- | ----- | ------- | ------- | ------- | ------ | ------- | ------- | ------ | ------- | --- | --- |
| 1988 | Tyrrell Racing Organisation | Tyrrell 017 | Cosworth V8 | BRA DNQ | SMR Ret | MON DNQ | MEH DNQ | KAN Ret | VZDA 9 | FRA DNQ | VB 10 | NEM DNQ | MAD DNQ | BEL DNQ | ITA 12 | POR DNQ | ŠPA DNQ | JAP 14 | AVS DNQ | -   | 0   |
| 1991 | Team Lotus                  | Lotus 102B  | Judd V8     | ZDA DNQ | BRA DNQ | SMR 6   | MON DNQ | KAN     | MEH    | FRA     | VB    | NEM     | MAD     | BEL     | ITA    | POR     | ŠPA     | JAP    | AVS     | 18. | 1   |